# Mauléon-Barousse
Pour les articles homonymes, voir Mauléon.

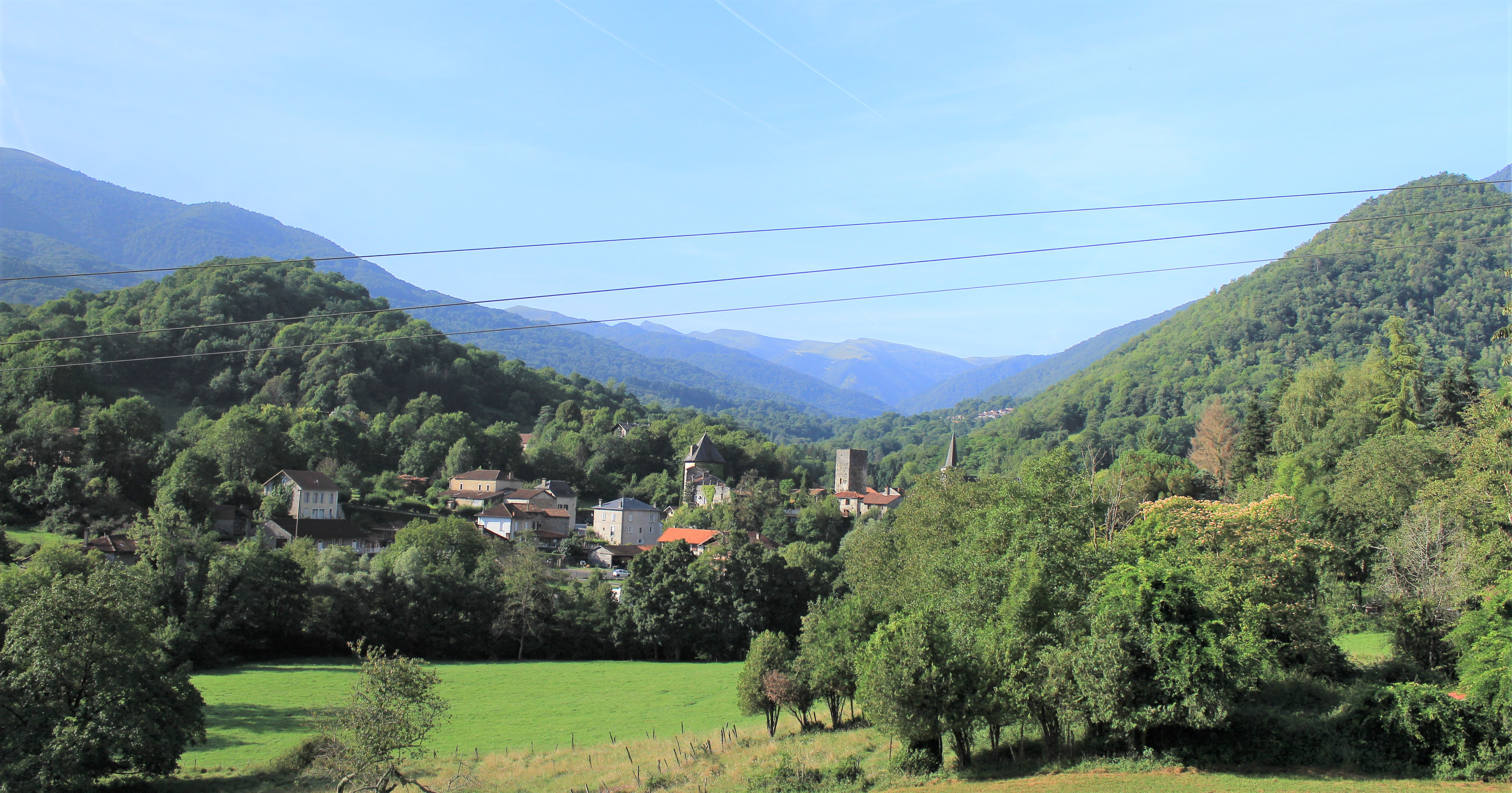
Vue en été.

Mauléon-Barousse est une commune française située dans le sud-est du département des Hautes-Pyrénées, en région Occitanie. Sur le plan historique et culturel, la commune est dans le pays de Comminges, correspondant à l’ancien comté de Comminges, circonscription de la province de Gascogne située sur les départements actuels du Gers, de la Haute-Garonne, des Hautes-Pyrénées et de l'Ariège.
Exposée à un climat de montagne, elle est drainée par l'Ourse, l'Ourse de Sost et par divers autres petits cours d'eau. La commune possède un patrimoine naturel remarquable composé de huit zones naturelles d'intérêt écologique, faunistique et floristique.
Mauléon-Barousse est une commune rurale qui compte 103 habitants en 2022, après avoir connu un pic de population de 908 habitants en 1851. Ses habitants sont appelés les Mauléonnais ou  Mauléonnaises.

## Géographie

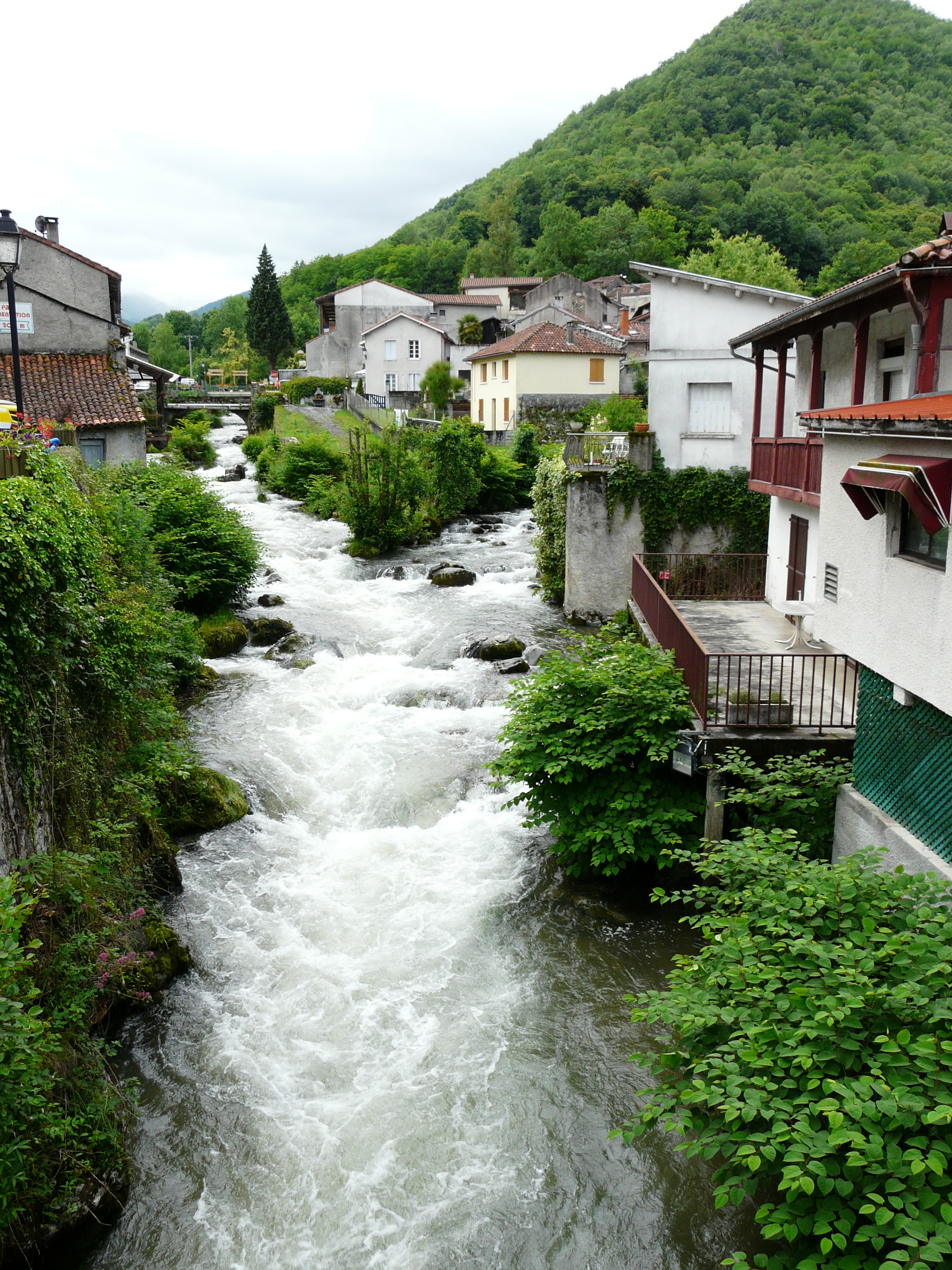
L'Ourse de Sost et l'Ourse de Ferrère se rejoignent pour former l'Ourse.

### Localisation
La commune de Mauléon-Barousse se trouve dans le département des Hautes-Pyrénées, en région Occitanie.
Elle se situe à 50 km à vol d'oiseau de Tarbes, préfecture du département, à 36 km de Bagnères-de-Bigorre, sous-préfecture, et à 24 km de Lannemezan, bureau centralisateur du canton de la Vallée de la Barousse dont dépend la commune depuis 2015 pour les élections départementales.
La commune fait en outre partie du bassin de vie de Montréjeau.
Les communes les plus proches sont : 
Ourde (1,0 km), Cazarilh (1,1 km), Esbareich (1,7 km), Thèbe (2,0 km), Bramevaque (2,1 km), Troubat (2,1 km), Ferrère (2,6 km), Sacoué (3,2 km).
Sur le plan historique et culturel, Mauléon-Barousse fait partie du pays de Comminges, correspondant à l’ancien comté de Comminges, circonscription de la province de Gascogne située sur les départements actuels du Gers, de la Haute-Garonne, des Hautes-Pyrénées et de l'Ariège.
Mauléon-Barousse est limitrophe de sept communes, dont Thèbe en deux endroits disjoints séparés par la commune de Cazarilh : au nord-est sur environ 150 mètres et au sud-est sur 50 mètres au Som d'Esclete. Au sud-est, la commune est limitrophe de Cierp-Gaud dans la Haute-Garonne.

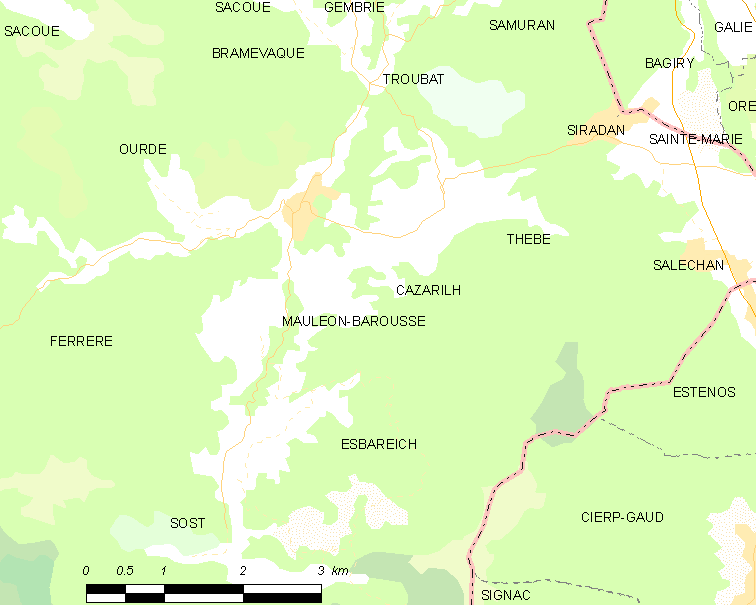
Carte de la commune de Mauléon-Barousse et des proches communes.

| Bramevaque | Troubat          | Thèbe                             |
| Ourde      | Mauléon-Barousse | Cazarilh                          |
| Esbareich  |                  | Thèbe, Cierp-Gaud (Haute-Garonne) |

### Hydrographie
La commune est dans le bassin versant de la Garonne, au sein du bassin hydrographique Adour-Garonne. Elle est drainée par l'Ourse, l'Ourse de Sost, le ruisseau de l'Augue, le ruisseau des Tours et par deux petits cours d'eau, constituant un réseau hydrographique de 9 km de longueur totale,.
L'Ourse, d'une longueur totale de 25,4 km, prend sa source dans la commune de Ferrère et s'écoule vers le nord. Il traverse la commune et se jette dans la Garonne à Loures-Barousse, après avoir traversé 12 communes.
L'Ourse de Sost, d'une longueur totale de 12,4 km, prend sa source dans la commune de Sost et s'écoule vers le nord. Il se jette dans l'Ourse sur le territoire communal, après avoir traversé 3 communes.

### Climat
La commune jouit d'un climat montagnard caractérisé par des étés doux (température moyenne de 25 °C) et des périodes de beaux temps. Parfois des orages éclatent sous forme de fortes averses, imprévues et violentes. Quant aux hivers, ils sont frais ou froids avec des températures de 3 °C en moyenne, et souvent humides avec de fréquentes dépressions en provenance de l'Atlantique amenant de la pluie.
La station météorologique de Météo-France installée sur la commune et en service de 1995 à 2015 permet de connaître l'évolution des indicateurs météorologiques. Le tableau détaillé pour la période 1981-2010 est présenté ci-après.
| Mois                                  | jan.           | fév.           | mars          | avril       | mai         | juin         | jui.        | août         | sep.         | oct.        | nov.          | déc.        | année      |
| ------------------------------------- | -------------- | -------------- | ------------- | ----------- | ----------- | ------------ | ----------- | ------------ | ------------ | ----------- | ------------- | ----------- | ---------- |
| Température minimale moyenne (°C)     | 0,9            | 1,3            | 3,7           | 5,6         | 9,2         | 13           | 14,4        | 14,2         | 11,2         | 8,5         | 3,7           | 1,2         | 7,3        |
| Température moyenne (°C)              | 5,3            | 6,1            | 9,2           | 10,9        | 14,5        | 18,2         | 19,6        | 19,8         | 16,8         | 13,8        | 8,1           | 5,4         | 12,3       |
| Température maximale moyenne (°C)     | 9,6            | 10,9           | 14,7          | 16,2        | 19,7        | 23,4         | 24,9        | 25,5         | 22,3         | 19,1        | 12,5          | 9,6         | 17,4       |
| Record de froid (°C) date du record   | −11,5 28.01.05 | −14,3 08.02.12 | −12 01.03.05  | −2 15.04.08 | 0 05.05.10  | 3,5 01.06.06 | 6 05.07.07  | 5 29.08.1998 | 2,5 28.09.07 | −4 29.10.12 | −7,5 17.11.07 | −9 26.12.10 | −14,3 2012 |
| Record de chaleur (°C) date du record | 23 02.01.03    | 24,5 16.02.07  | 28 24.03.1996 | 30 30.04.05 | 35 30.05.01 | 40 22.06.03  | 37 21.07.09 | 40 26.08.10  | 35 05.09.04  | 31 08.10.04 | 27 17.11.09   | 23 07.12.00 | 40 2010    |
| Précipitations (mm)                   | 106,9          | 78,1           | 92,3          | 109,5       | 117,3       | 79,8         | 74,3        | 72,1         | 73,6         | 76,3        | 138,3         | 102,9       | 1 121,4    |

### Milieux naturels et biodiversité
L’inventaire des zones naturelles d'intérêt écologique, faunistique et floristique (ZNIEFF) a pour objectif de réaliser une couverture des zones les plus intéressantes sur le plan écologique, essentiellement dans la perspective d’améliorer la connaissance du patrimoine naturel national et de fournir aux différents décideurs un outil d’aide à la prise en compte de l’environnement dans l’aménagement du territoire.
Cinq ZNIEFF de type 1 sont recensées sur la commune :
- les « Chaînon du sommet d'Antenac au cap de Pouy de Hourmigué » (5 751 ha), couvrant 22 communes dont 16 dans la Haute-Garonne et six dans les Hautes-Pyrénées[14] ;
- « l'Ourse de Sost et ses affluents » (47 ha), couvrant 4 communes du département[15] ;
- « l'Ourse et ses affluents de Ferrère à Izaourt » (85 ha), couvrant 18 communes du département[16] ;
- les « rochers calcaires et milieux associés du Mail de Maubourg à la montagne de Gert » (1 354 ha), couvrant 11 communes dont une dans la Haute-Garonne et dix dans les Hautes-Pyrénées[17] ;
- le « vallon de Sarroumagna, bois du Pradet et soulane d'Ourde » (614 ha), couvrant 6 communes du département[18] ;

et trois ZNIEFF de type 2, : 
- les « Garonne amont, Pique et Neste » (1 788 ha), couvrant 112 communes dont 42 dans la Haute-Garonne et 70 dans les Hautes-Pyrénées[19] ;
- le « massif de la Barousse et chaînon du sommet d´Antenac au cap de Pouy de Hourmigué » (15 691 ha), couvrant 33 communes dont 18 dans la Haute-Garonne et 15 dans les Hautes-Pyrénées[20] ;
- les « montagnes sèches et rocheuses en rives gauche et droite de l'Ourse et à Saint-Bertrand-de-Comminges » (5 147 ha), couvrant 24 communes dont deux dans la Haute-Garonne et 22 dans les Hautes-Pyrénées[21].

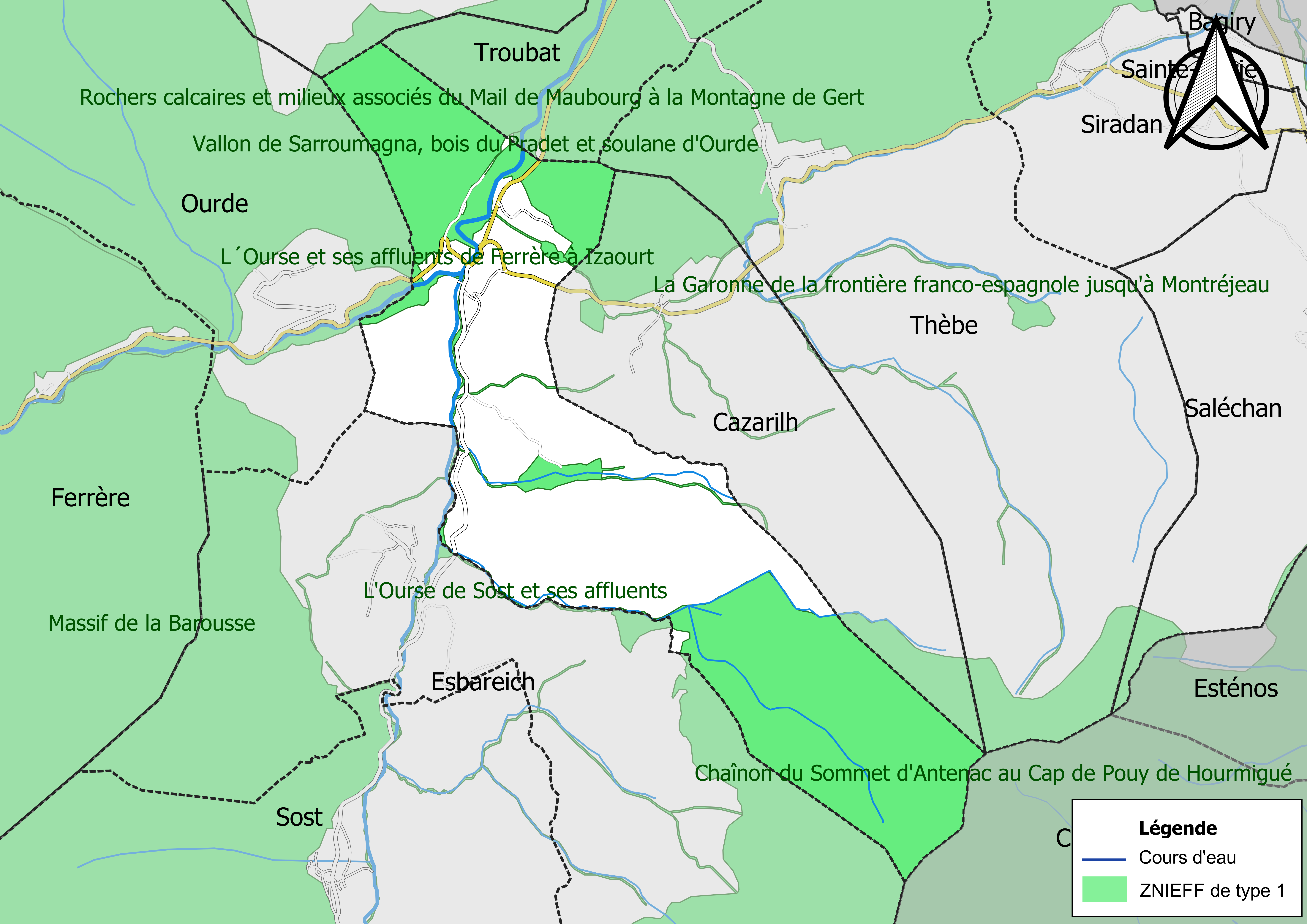
Carte des ZNIEFF de type 1 sur la commune.
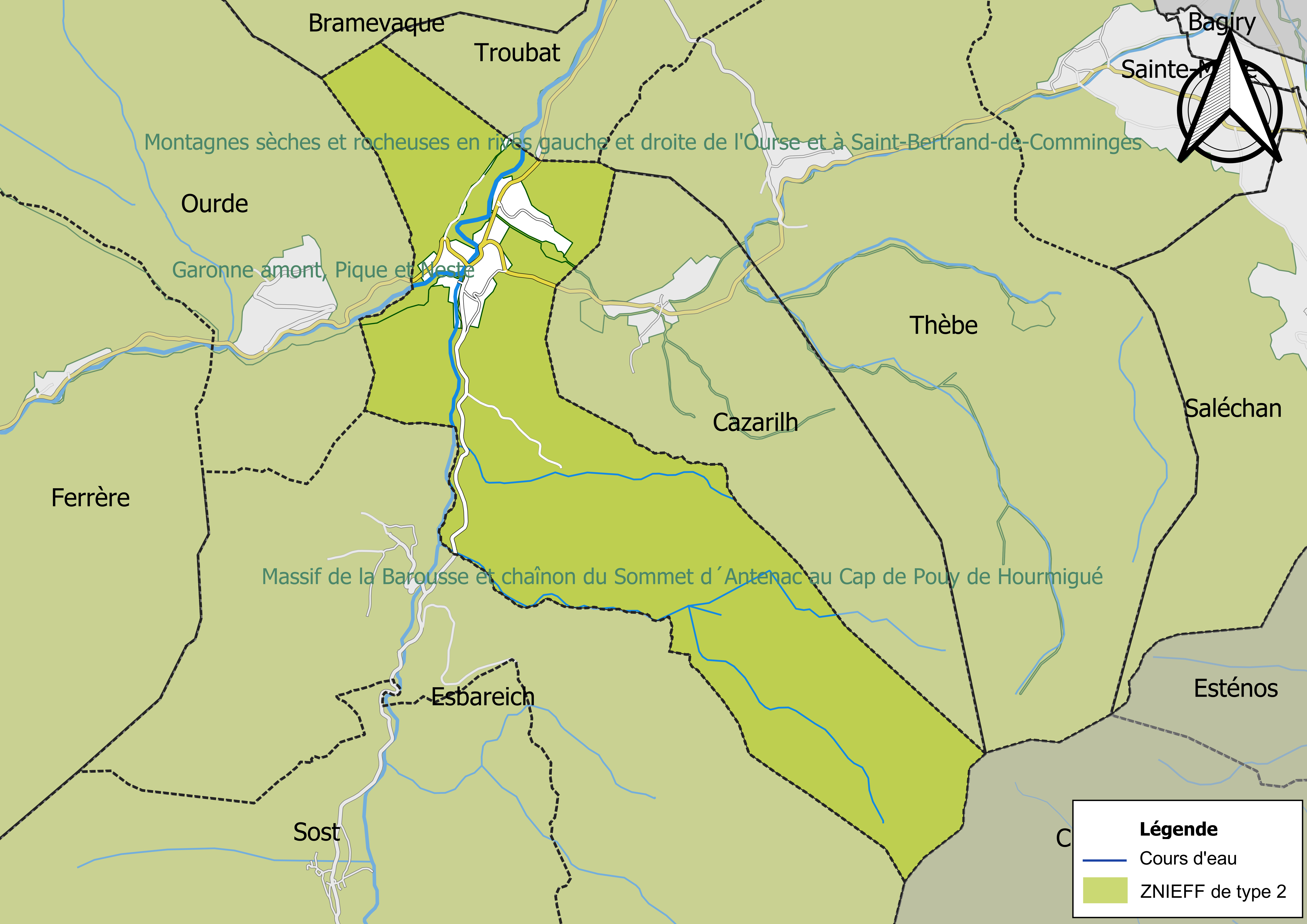
Carte des ZNIEFF de type 2 sur la commune.

## Urbanisme

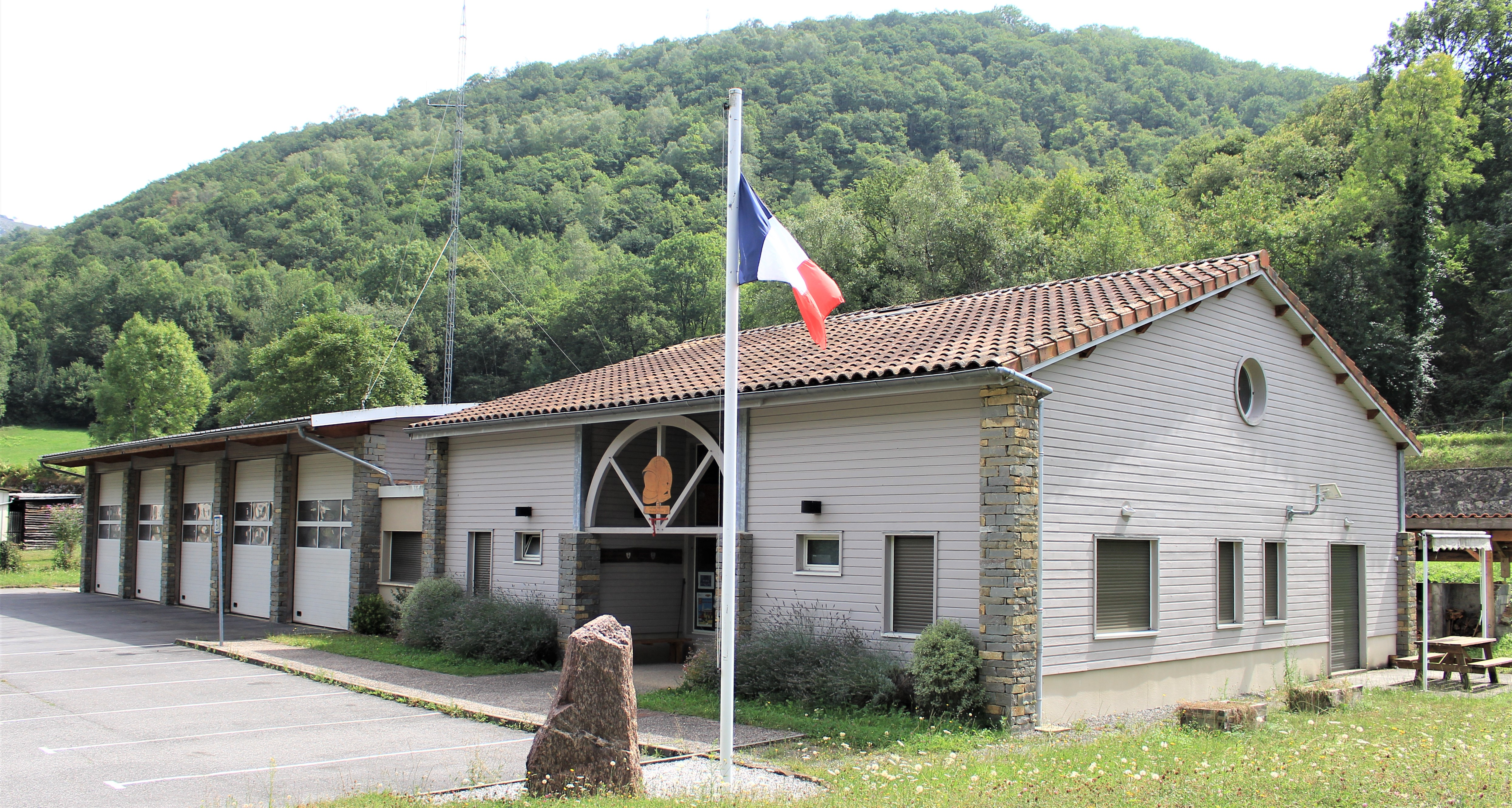
Le centre de secours.

### Typologie
Au 1er janvier 2024, Mauléon-Barousse est catégorisée commune rurale à habitat dispersé, selon la nouvelle grille communale de densité à sept niveaux définie par l'Insee en 2022.
Elle est située hors unité urbaine et hors attraction des villes,.

### Occupation des sols
L'occupation des sols de la commune, telle qu'elle ressort de la base de données européenne d’occupation biophysique des sols Corine Land Cover (CLC), est marquée par l'importance des forêts et milieux semi-naturels (73,3 % en 2018), une proportion identique à celle de 1990 (73,3 %). La répartition détaillée en 2018 est la suivante : 
forêts (66,8 %), prairies (22 %), milieux à végétation arbustive et/ou herbacée (6,5 %), zones urbanisées (4,7 %).
L'IGN met par ailleurs à disposition un outil en ligne permettant de comparer l’évolution dans le temps de l’occupation des sols de la commune (ou de territoires à des échelles différentes). Plusieurs époques sont accessibles sous forme de cartes ou photos aériennes : la carte de Cassini (XVIIIe siècle), la carte d'état-major (1820-1866) et la période actuelle (1950 à aujourd'hui).

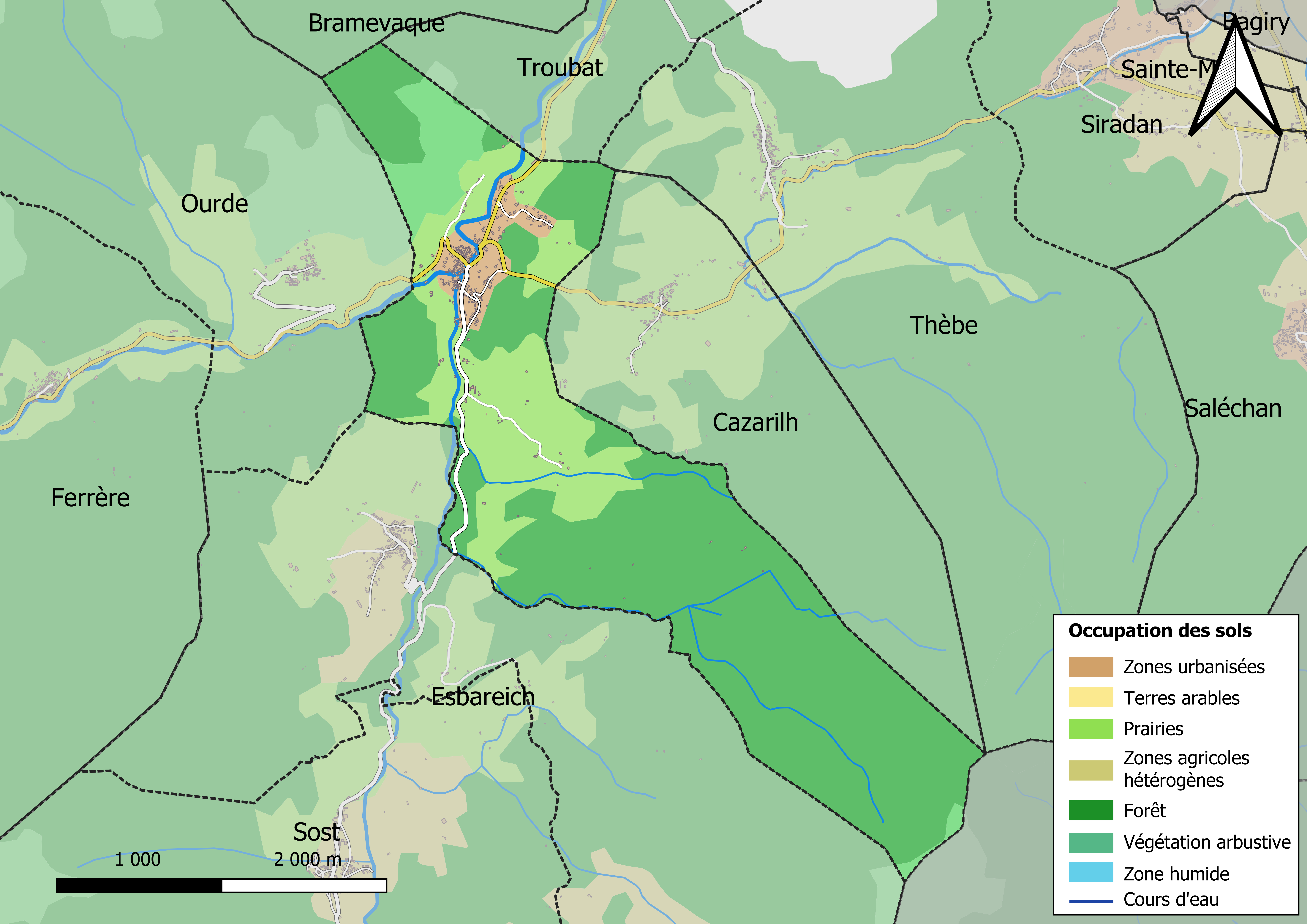
Carte des infrastructures et de l'occupation des sols en 2018 (CLC) de la commune.
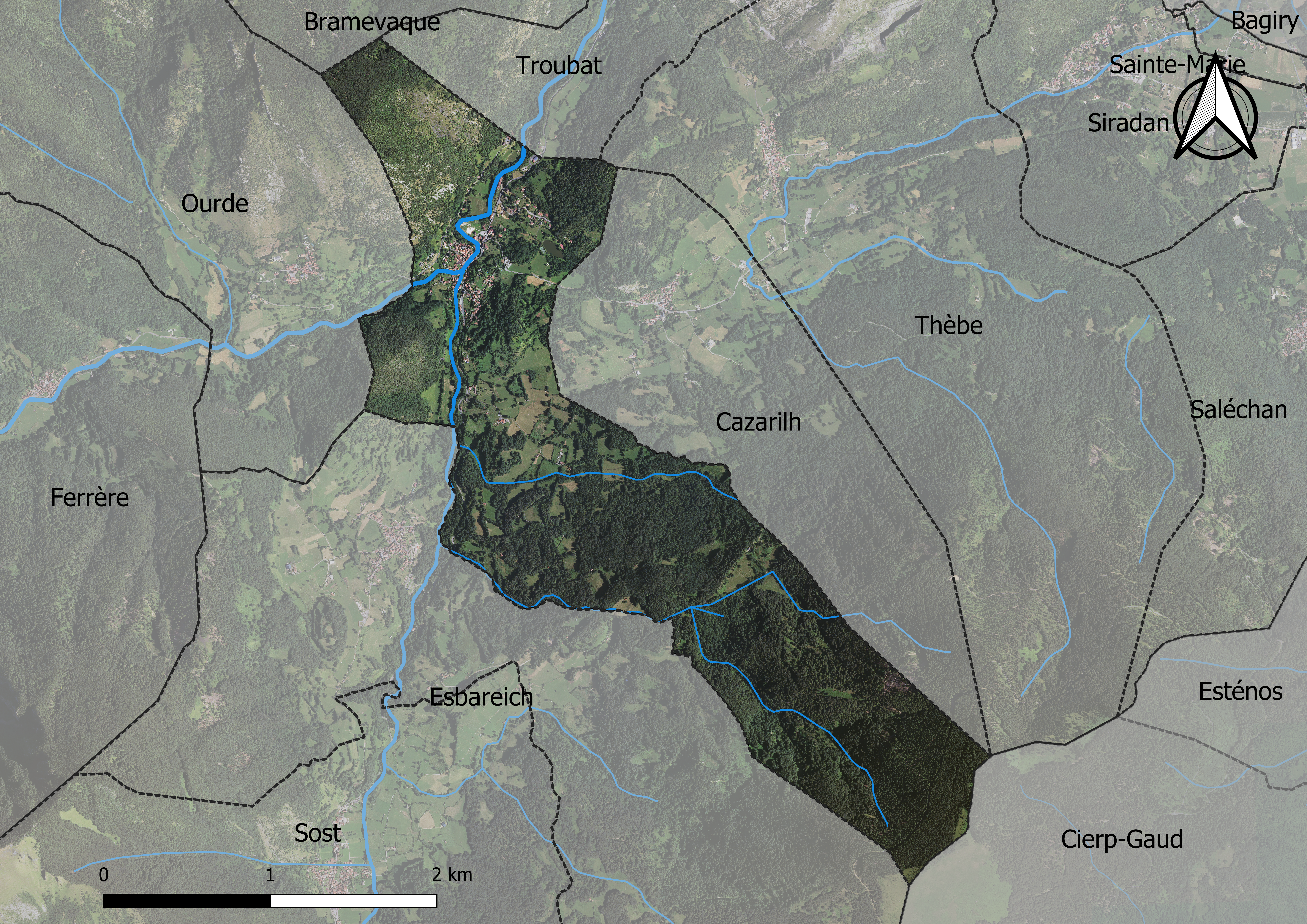
Carte orthophotogrammétrique de la commune.

### Voies de communication et transports
Cette commune est desservie par la route départementale D 925 qui monte au port de Balès.

### Risques majeurs
Le territoire de la commune de Mauléon-Barousse est vulnérable à différents aléas naturels : météorologiques (tempête, orage, neige, grand froid, canicule ou sécheresse), inondations, feux de forêts, mouvements de terrains et séisme (sismicité moyenne). Il est également exposé à un risque particulier : le risque de radon. Un site publié par le BRGM permet d'évaluer simplement et rapidement les risques d'un bien localisé soit par son adresse soit par le numéro de sa parcelle.

#### Risques naturels
Certaines parties du territoire communal sont susceptibles d’être affectées par le risque d’inondation par débordement de cours d'eau, notamment l'Ourse et l'Ourse de Sost. La cartographie des zones inondables en ex-Midi-Pyrénées réalisée dans le cadre du XIe Contrat de plan État-région, visant à informer les citoyens et les décideurs sur le risque d’inondation, est accessible sur le site de la DREAL Occitanie. La commune a été reconnue en état de catastrophe naturelle au titre des dommages causés par les inondations et coulées de boue survenues en 1982, 1999 et 2009,.
Mauléon-Barousse est exposée au risque de feu de forêt. Un plan départemental de protection des forêts contre les incendies a été approuvé par arrêté préfectoral le 21 avril 2020 pour la période 2020-2029. Le précédent couvrait la période 2007-2017. L’emploi du feu est régi par deux types de réglementations. D’abord le code forestier et l’arrêté préfectoral du 27 octobre 2014, qui réglementent l’emploi du feu à moins de 200 m des espaces naturels combustibles sur l’ensemble du département. Ensuite celle établie dans le cadre de la lutte contre la pollution de l’air, qui interdit le brûlage des déchets verts des particuliers. L’écobuage est quant à lui réglementé dans le cadre de commissions locales d’écobuage (CLE)

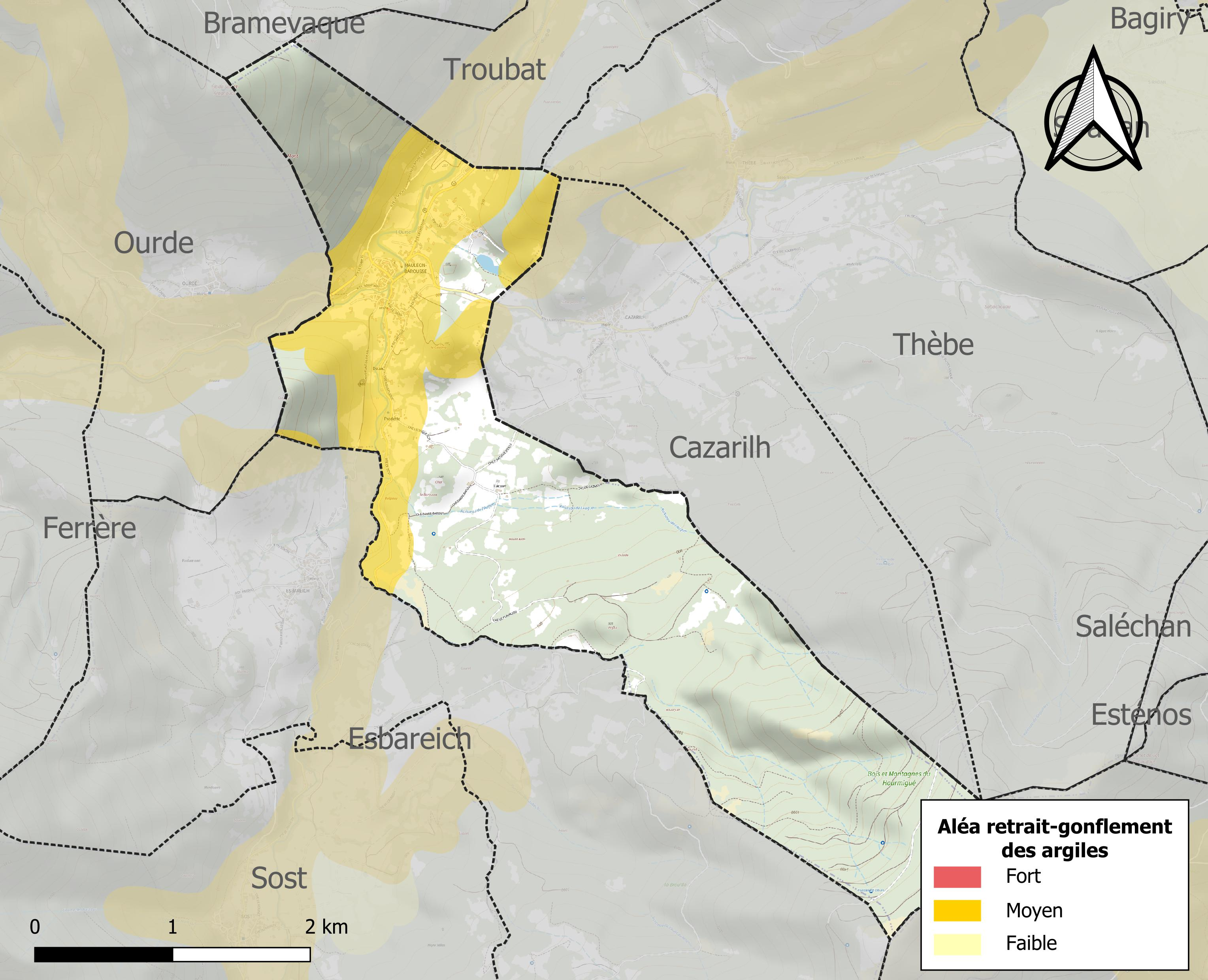
Carte des zones d'aléa retrait-gonflement des sols argileux de Mauléon-Barousse.

Les mouvements de terrains susceptibles de se produire sur la commune sont des tassements différentiels.
Le retrait-gonflement des sols argileux est susceptible d'engendrer des dommages importants aux bâtiments en cas d’alternance de périodes de sécheresse et de pluie. 24,3 % de la superficie communale est en aléa moyen ou fort (44,5 % au niveau départemental et 48,5 % au niveau national). Sur les 211 bâtiments dénombrés sur la commune en 2019, 198 sont en aléa moyen ou fort, soit 94 %, à comparer aux 75 % au niveau départemental et 54 % au niveau national. Une cartographie de l'exposition du territoire national au retrait gonflement des sols argileux est disponible sur le site du BRGM,.
Par ailleurs, afin de mieux appréhender le risque d’affaissement de terrain, l'inventaire national des cavités souterraines permet de localiser celles situées sur la commune.
Concernant les mouvements de terrains, la commune a été reconnue en état de catastrophe naturelle au titre des dommages causés par la sécheresse en 2003 et par des mouvements de terrain en 1999.

#### Risque particulier
Dans plusieurs parties du territoire national, le radon, accumulé dans certains logements ou autres locaux, peut constituer une source significative d’exposition de la population aux rayonnements ionisants. Certaines communes du département sont concernées par le risque radon à un niveau plus ou moins élevé. Selon la classification de 2018, la commune de Mauléon-Barousse est classée en zone 3, à savoir zone à potentiel radon significatif.

## Toponymie

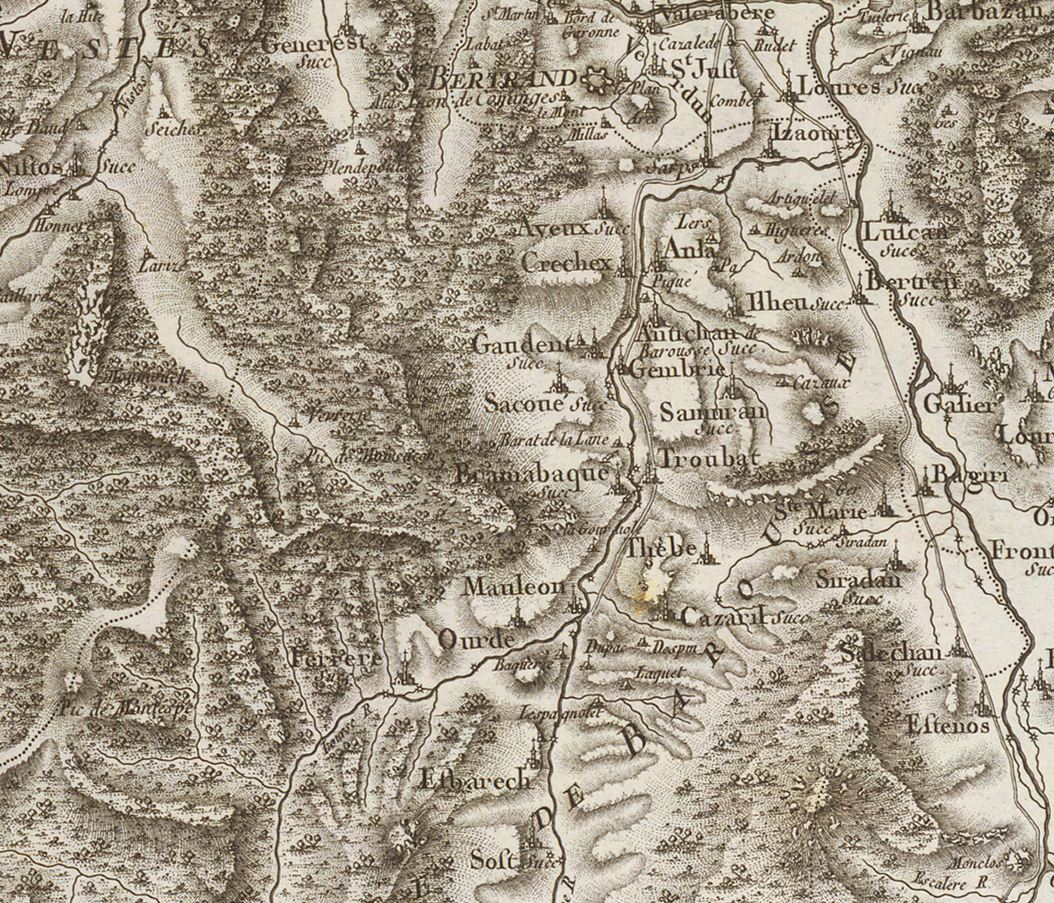
Extrait de la carte de Cassini (entre 1756 et 1789) situant Mauléon-Barousse.

On trouvera les principales informations dans le Dictionnaire toponymique des communes des Hautes-Pyrénées de Michel Grosclaude et Jean-François Le Nail qui rapporte les dénominations historiques du village :
- Bernardus de Mauleon, latin et gascon (1184, cartulaire de Berdoues) ;
- Bernardi Mallileonis, latin (1189, actes Bonnefont) ;
- Bernardus de Mauleo, latin (1190, cartulaire de Berdoues) ;
- Bernardi de Malleon, latin et gascon (1192, actes Bonnefont) ;
- Giraldus de Mauleon, latin et gascon (1219, cartulaire de Berdoues ; etc.) ;
- De Maloleone, latin (1387, pouillé du Comminges) ;
- Maulion (1738, registres paroissiaux) ;
- Mauleon fin XVIIIe siècle, sur la carte de Cassini ;
- Mauléon (1790, Département 1) ;
- Mauléon-Barousse (1806, Laboulinière).

Nom gascon : Maulion de Varossa.

## Histoire

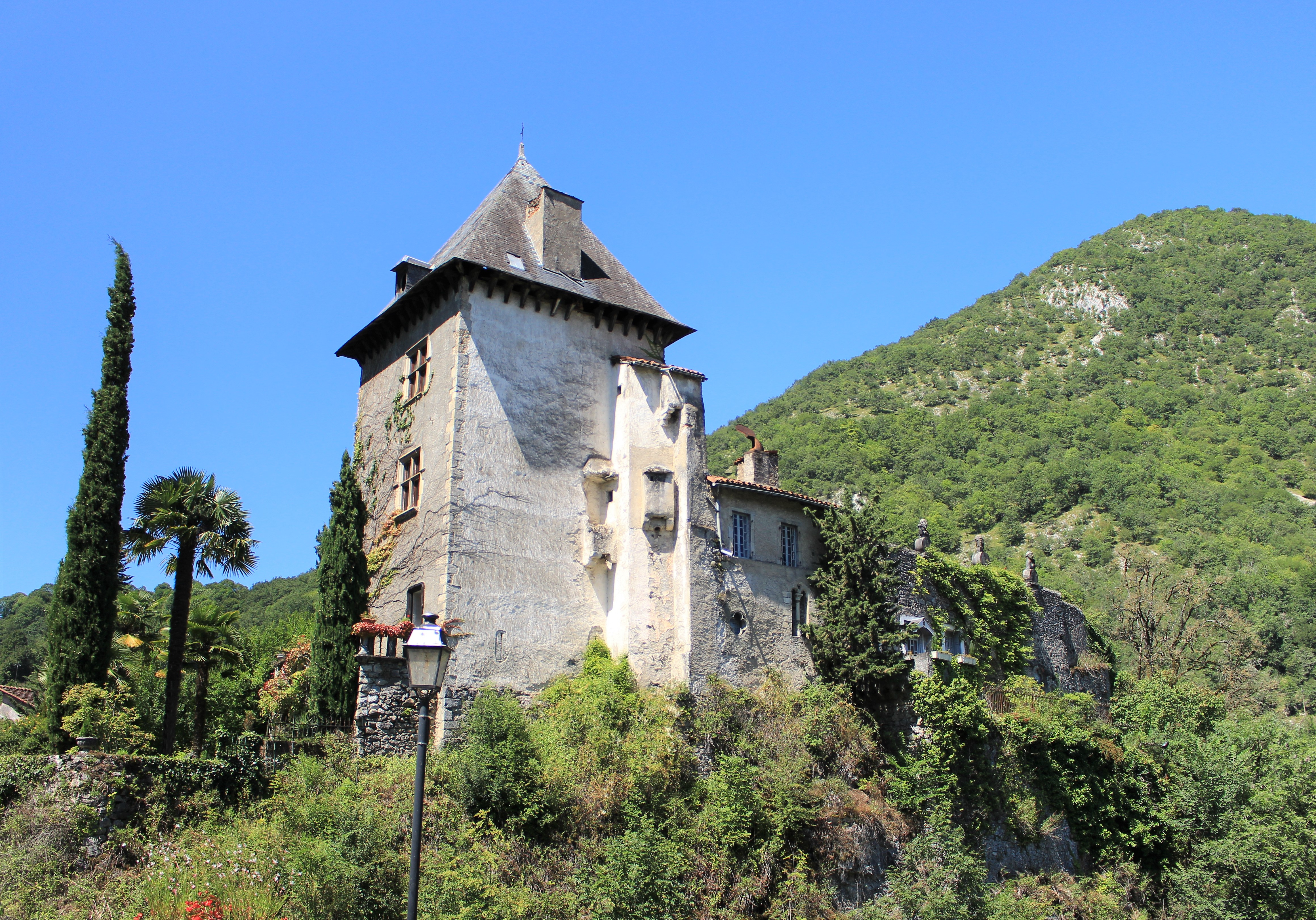
Le château en 2023.

Le nom de Mauléon-Barousse est un nom transféré : il provient de Mauléon-Soule au Pays basque dans les Pyrénées-Atlantiques depuis que, vers 1120, un seigneur de Soule a acquis par mariage la seigneurie de Barousse pour moitié.
Bernard Ier de Mauléon est le fondateur de la famille, et de la ville de Mauléon-Barousse. En effet, il épouse la fille qu'Auger a eu de son second mariage avec l'héritière de la Barousse. C'est à partir de 1120 que s'établit la distinction entre la baronnie de Mauléon et celle de Bramevaque.
La tour pentagonale située à côté du château date du XIe siècle. Cependant, selon les sources, elle fut construite par Auger (peut-être avec le château) aux environs de l'an 1100, ou par son père Sanche Ier en 1070.
Le bourg fut mentionné sous les noms de Mauleon (1184), Maileon (1219), Maloleone (1387, à l'italienne), Maulion (1738), Mauleon (1770 sur la carte de Cassini), Mauléon-Barousse (1806).
Ce nom, du gascon mau lioû qui signifie « mauvais lion », est une production de l'époque féodale, où l'on cherchait plus à susciter la crainte que la sympathie.

## Politique et administration

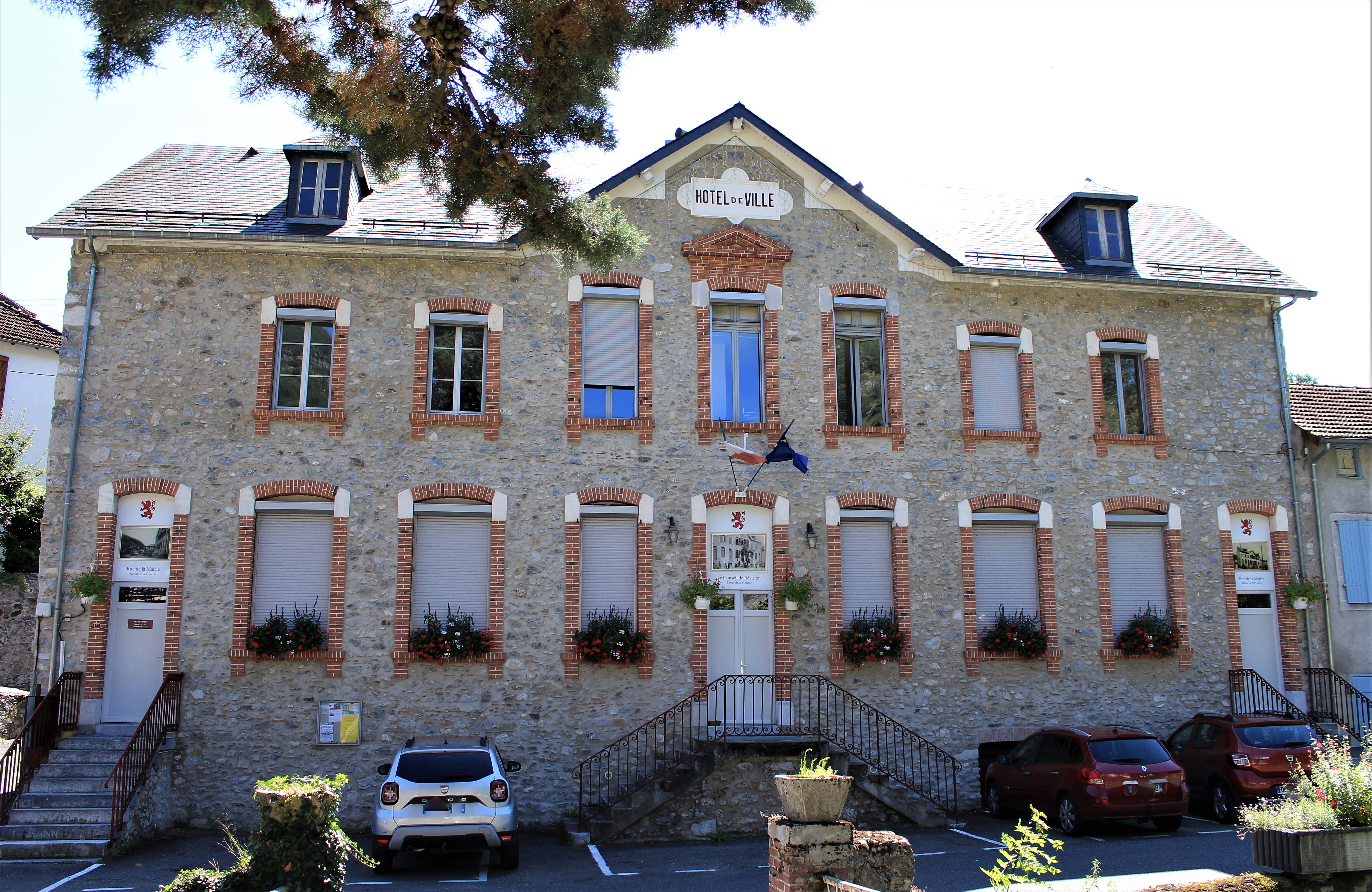
La mairie en 2023.

### Liste des maires
| Période                         | Période  | Identité                  | Étiquette          | Qualité                        |
| ------------------------------- | -------- | ------------------------- | ------------------ | ------------------------------ |
| 1900                            | 1919     | Louis Prosper Noguès      |                    |                                |
| 1919                            | 1923     | Aimé Roques               |                    |                                |
| 1923                            | 1926     | Jean-Marie Ribaut         |                    |                                |
| 1926                            | 1941     | François Grezide          |                    |                                |
| 1941                            | 1941     | Jean-Marie Baron          |                    |                                |
| 1941                            | 1948     | René Rivières             | Radical-Socialiste |                                |
| 1948                            | 1953     | Joseph Ferrère            |                    |                                |
| mars 1953                       | 1971     | Louis Arcangeli           |                    |                                |
| mars 1971                       | 1991     | Pierre Baron              | PS                 | Conseiller général (1973-1979) |
| 1991                            | 2001     | Émile Soulé               |                    |                                |
| mars 2001 (réélue en mars 2014) | En cours | Ginette Barthié-Fortassin |                    |                                |

### Rattachements administratifs et électoraux

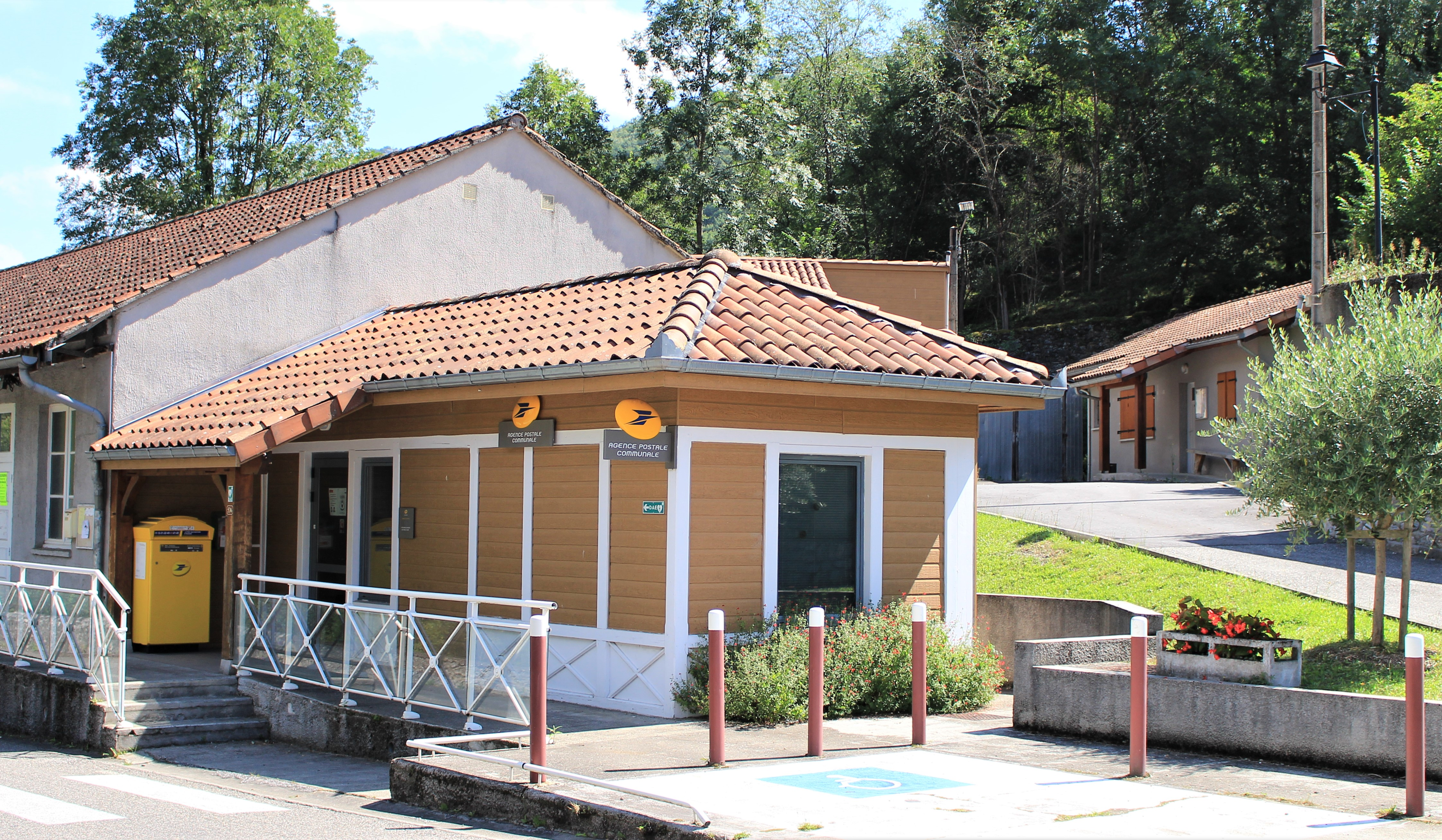
La Poste.

#### Historique administratif
Sénéchaussée d'Auch, pays des Quatre-Vallées, Vallée de la Barousse, canton de Barousse (1801-2014).

#### Intercommunalité
Mauléon-Barousse appartient à la communauté de communes Neste Barousse créée en janvier 2017 et qui réunit 43 communes.

## Population et société

### Démographie

#### Évolution démographique
L'évolution du nombre d'habitants est connue à travers les recensements de la population effectués dans la commune depuis 1793. Pour les communes de moins de 10 000 habitants, une enquête de recensement portant sur toute la population est réalisée tous les cinq ans, les populations de référence des années intermédiaires étant quant à elles estimées par interpolation ou extrapolation. Pour la commune, le premier recensement exhaustif entrant dans le cadre du nouveau dispositif a été réalisé en 2006.

En 2022, la commune comptait 103 habitants, en évolution de +8,42 % par rapport à 2016 (Hautes-Pyrénées : +1,59 %, France hors Mayotte : +2,11 %).
| 1793 | 1800 | 1806 | 1821 | 1831 | 1836 | 1841 | 1846 | 1851 |
| ---- | ---- | ---- | ---- | ---- | ---- | ---- | ---- | ---- |
| 610  | 602  | 670  | 693  | 823  | 852  | 775  | 904  | 908  |

| 1856 | 1861 | 1866 | 1872 | 1876 | 1881 | 1886 | 1891 | 1896 |
| ---- | ---- | ---- | ---- | ---- | ---- | ---- | ---- | ---- |
| 818  | 732  | 831  | 750  | 711  | 652  | 577  | 659  | 596  |

| 1901 | 1906 | 1911 | 1921 | 1926 | 1931 | 1936 | 1946 | 1954 |
| ---- | ---- | ---- | ---- | ---- | ---- | ---- | ---- | ---- |
| 561  | 501  | 564  | 503  | 508  | 506  | 432  | 289  | 285  |

| 1962 | 1968 | 1975 | 1982 | 1990 | 1999 | 2006 | 2011 | 2016 |
| ---- | ---- | ---- | ---- | ---- | ---- | ---- | ---- | ---- |
| 245  | 250  | 246  | 177  | 130  | 138  | 121  | 121  | 95   |

| 2021 | 2022 | - | - | - | - | - | - | - |
| ---- | ---- | - | - | - | - | - | - | - |
| 101  | 103  | - | - | - | - | - | - | - |

### Enseignement
La commune dépend de l'académie de Toulouse. Elle ne dispose plus d'école en 2019.

## Protection environnementale
Depuis 2009, la zone des Rochers calcaires et milieux associés du Mail de Maubourg à la Montagne de Gert est répertoriée en ZNIEFF de type 1. Avec une superficie de 1 353,97 hectares, elle s'étend sur une partie de la commune de Mauléon-Barousse.

## Économie

### Emploi
|                | 2008  | 2013   | 2018  |
| -------------- | ----- | ------ | ----- |
| Commune        | 7,8 % | 11,4 % | 15 %  |
| Département    | 7,7 % | 9,4 %  | 9,8 % |
| France entière | 8,3 % | 10 %   | 10 %  |

En 2018, la population âgée de 15 à 64 ans s'élève à 59 personnes, parmi lesquelles on compte 75 % d'actifs (60 % ayant un emploi et 15 % de chômeurs) et 25 % d'inactifs,. En  2018, le taux de chômage communal (au sens du recensement) des 15-64 ans est supérieur à celui de la France et du département, alors qu'il était inférieur à celui de la France en 2008.
La commune est hors attraction des villes,. Elle compte 20 emplois en 2018, contre 23 en 2013 et 28 en 2008. Le nombre d'actifs ayant un emploi résidant dans la commune est de 35, soit un indicateur de concentration d'emploi de 55,8 % et un taux d'activité parmi les 15 ans ou plus de 50,6 %.
Sur ces 35 actifs de 15 ans ou plus ayant un emploi, 6 travaillent dans la commune, soit 17 % des habitants. Pour se rendre au travail, 86,1 % des habitants utilisent un véhicule personnel ou de fonction à quatre roues, 5,6 % s'y rendent en deux-roues, à vélo ou à pied et 8,3 % n'ont pas besoin de transport (travail au domicile).

### Activités
L'économie de la commune est basée sur l'agriculture et le tourisme. Mauléon-Barousse est le point de départ du Port de Balès, route très fréquenté par les cyclistes, chaque année des courses y sont programmées comme la Barousse Balès Cyclosportive Pyrénéenne, le Tour de France y passe régulièrement.

## Culture locale et patrimoine

### Lieux et monuments
- Le château de Mauléon, remanié au XIIIe - XIVe siècle, avec sa tour pentagonale du XIe siècle ;
- L'église Saint-Laurent du XVIIIe siècle, et chapelle gothique (en ruine) ;
- Le lac de Mauléon-Barousse dans le village de Mauléon, et terrains de tennis ;
- La Maison des sources, gérée par le syndicat des eaux, abrite un musée de l'eau avec une exposition permanente et des bornes interactives. Elle comprend aussi un espace de loisirs dans un parc de 11 hectares pouvant accueillir des manifestations culturelles l'été (théâtre de plein air).
- Le gouffre de la Saoule (cascade sous une voûte), situé au bord de l'Ourse de Ferrère à la sortie du village sur la route de Ferrère, est en fait situé sur la commune voisine d'Ourde.
- Le port de Balès.
- Le monument aux morts municipal, œuvre de Firmin Michelet.

Sélection de vues diverses
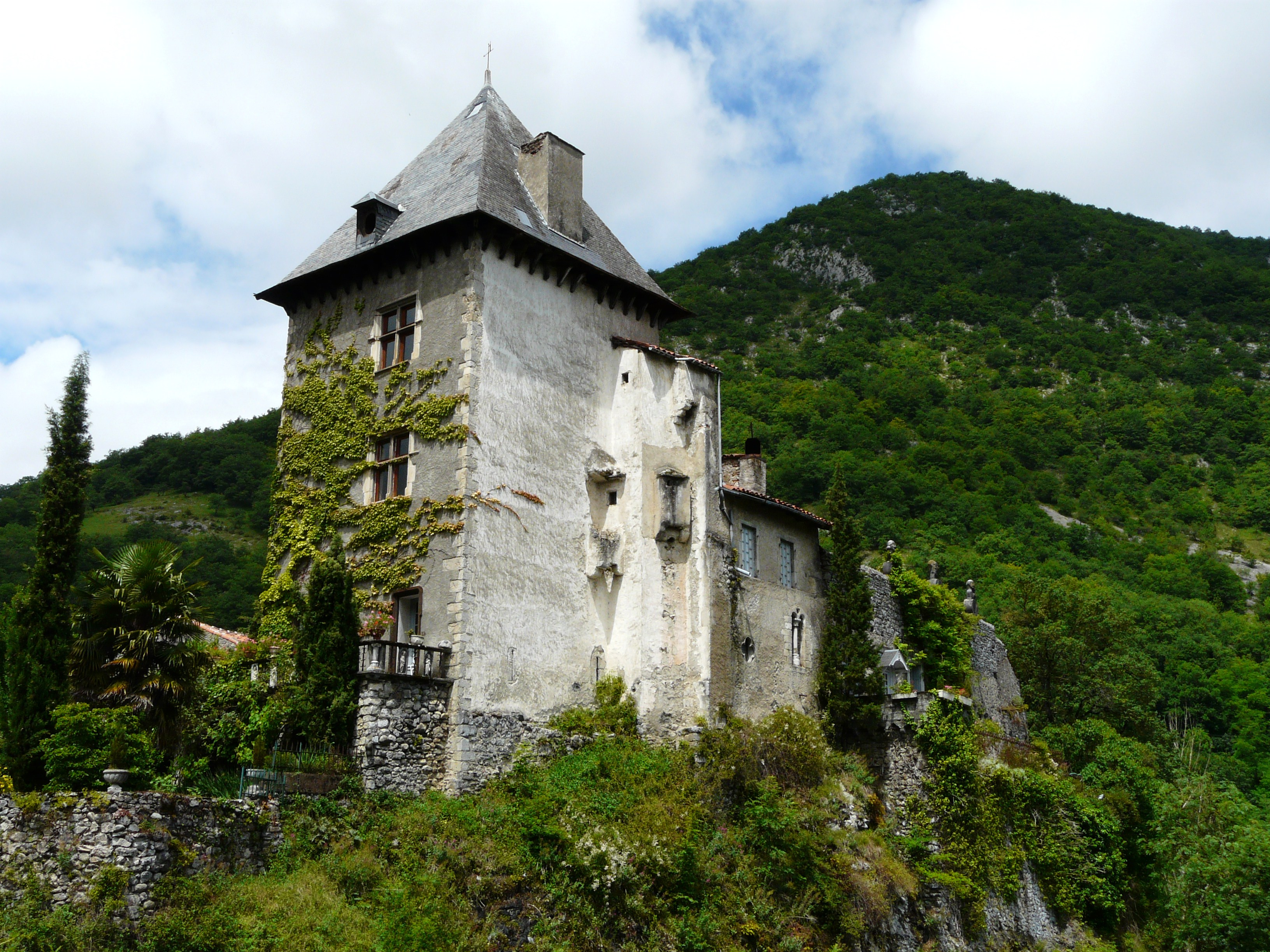
Le château de Mauléon.
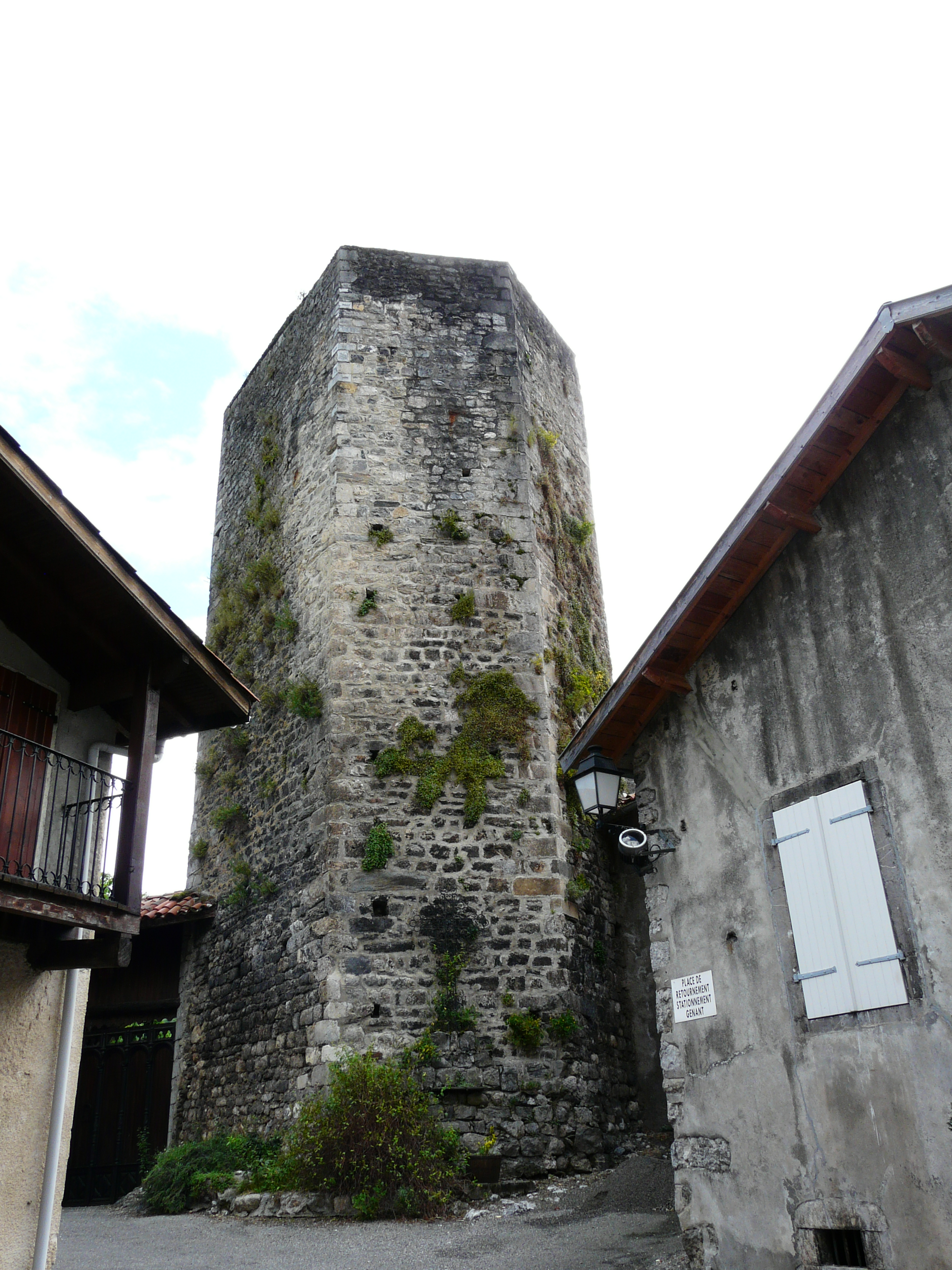
La tour pentagonale du XIe siècle.
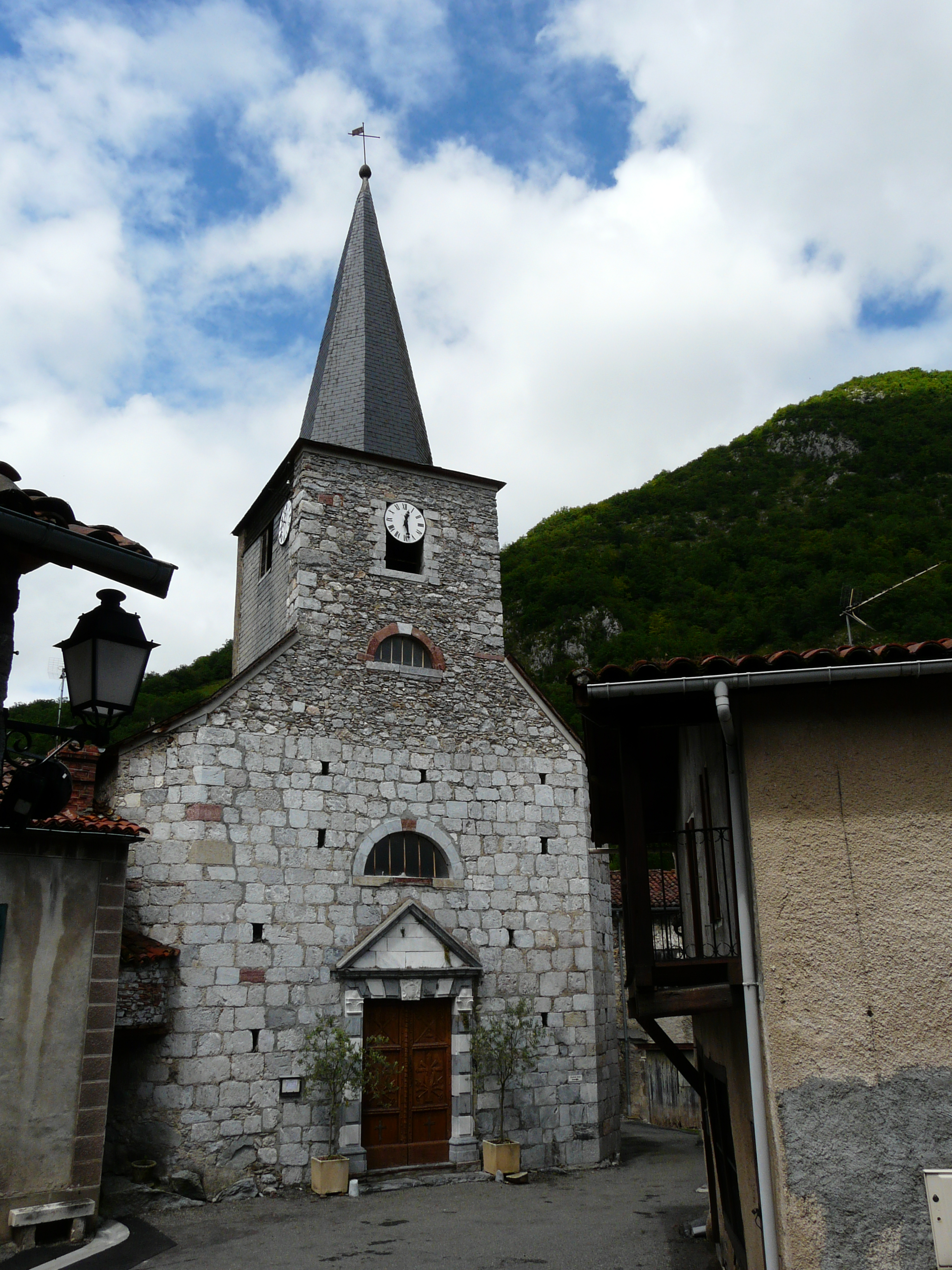
L'église Saint-Laurent.
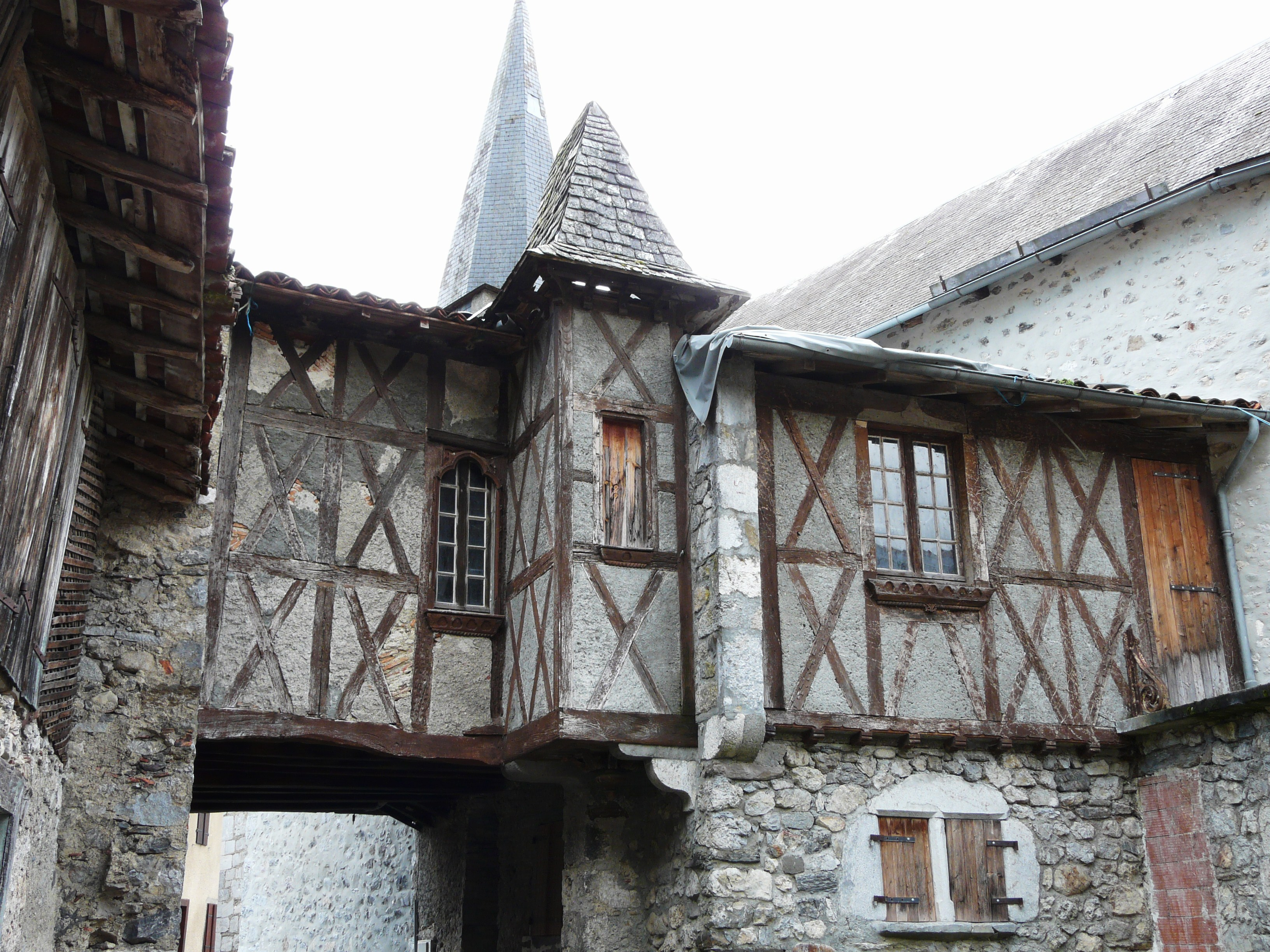
Maison à colombages.
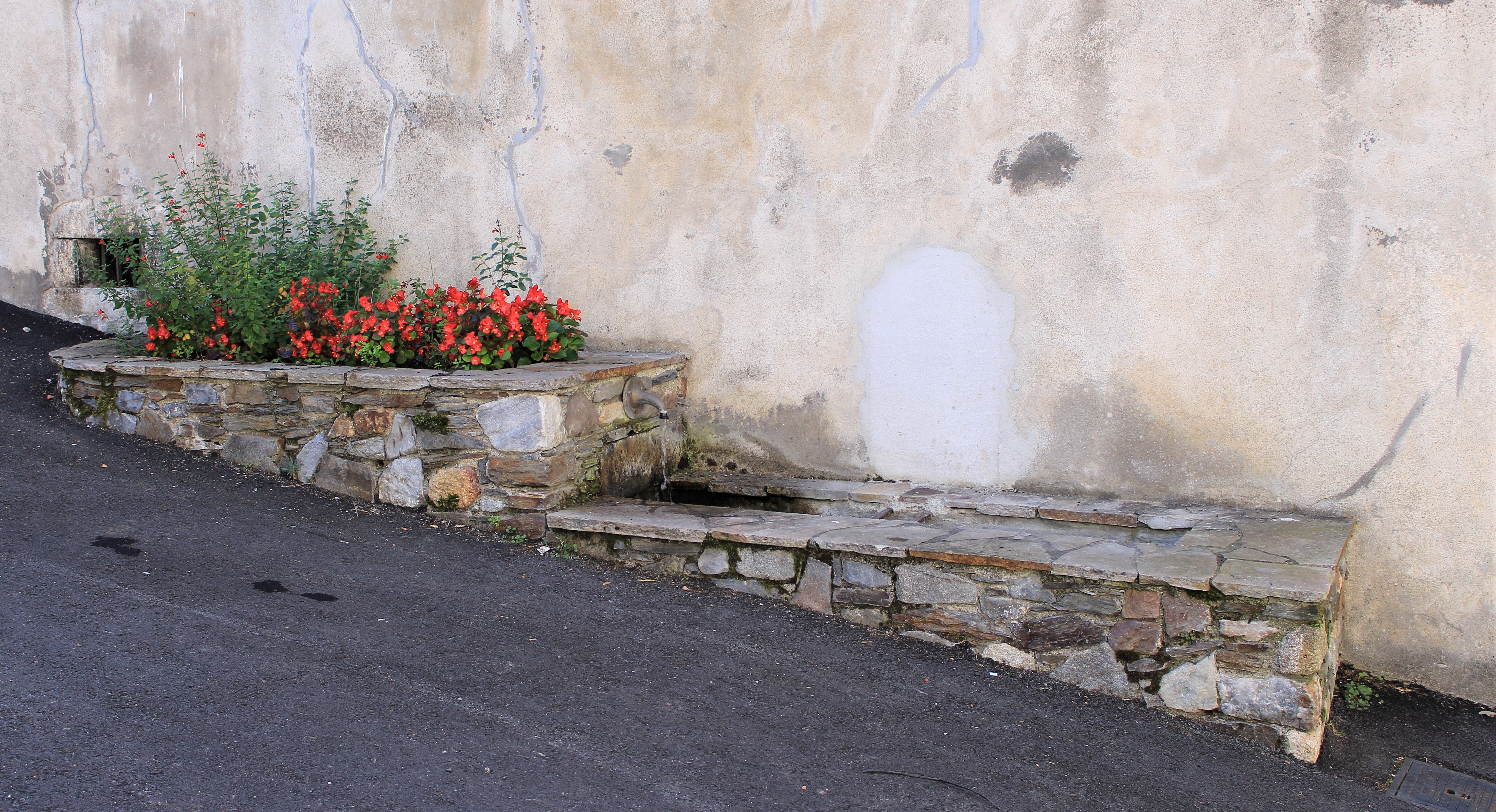
Une fontaine.
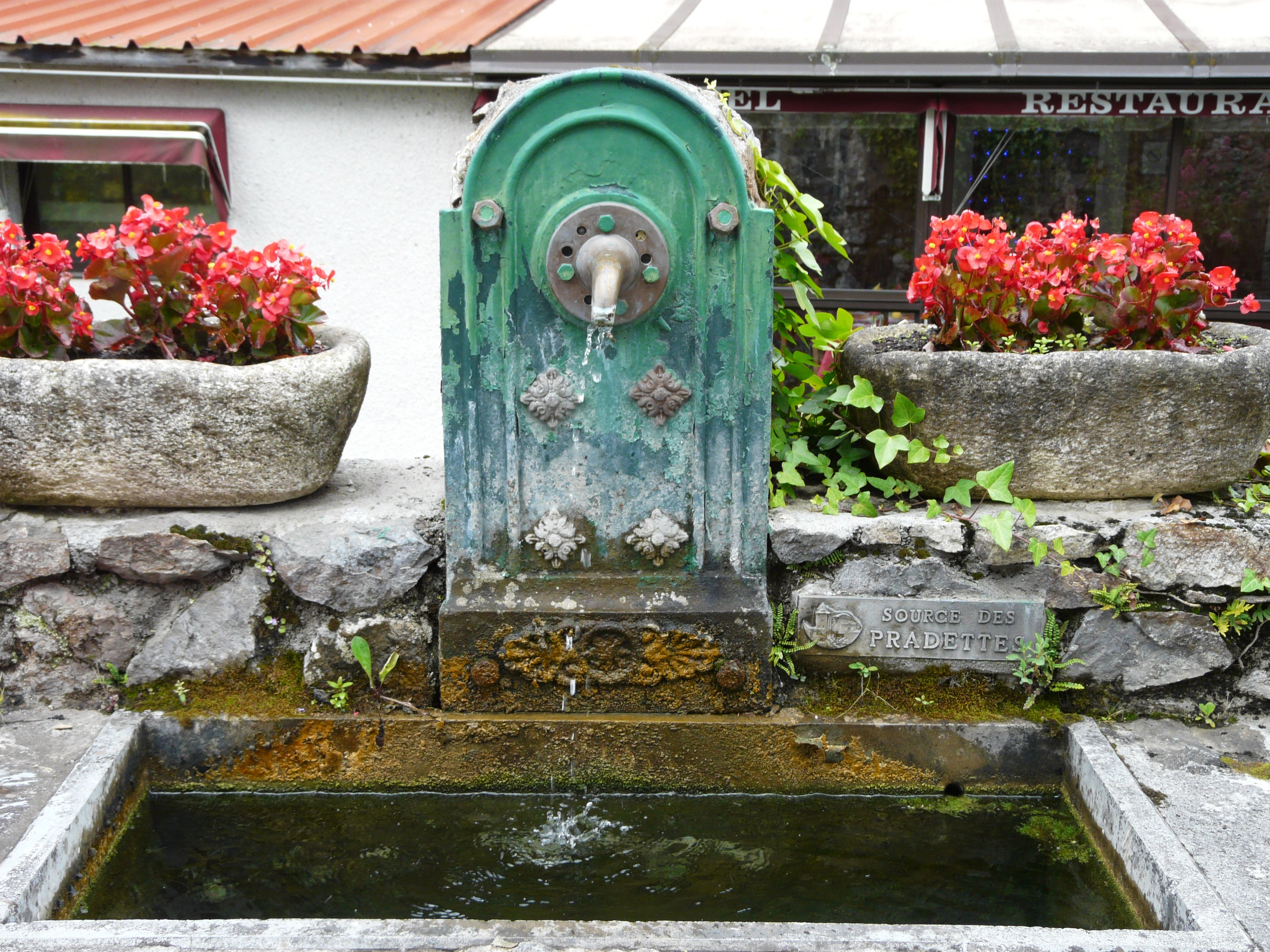
La fontaine de la source des Pradettes.
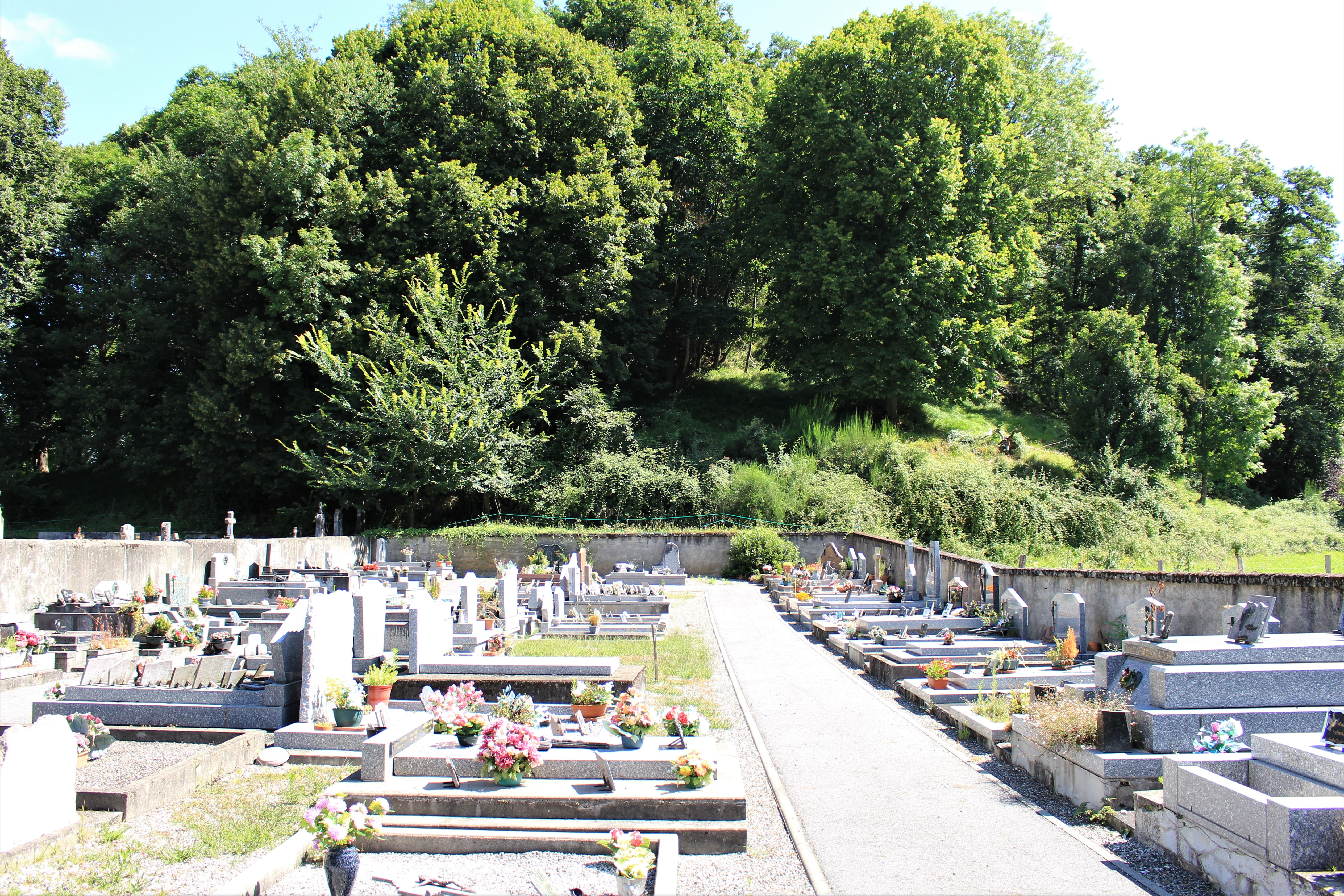
Le cimetière.
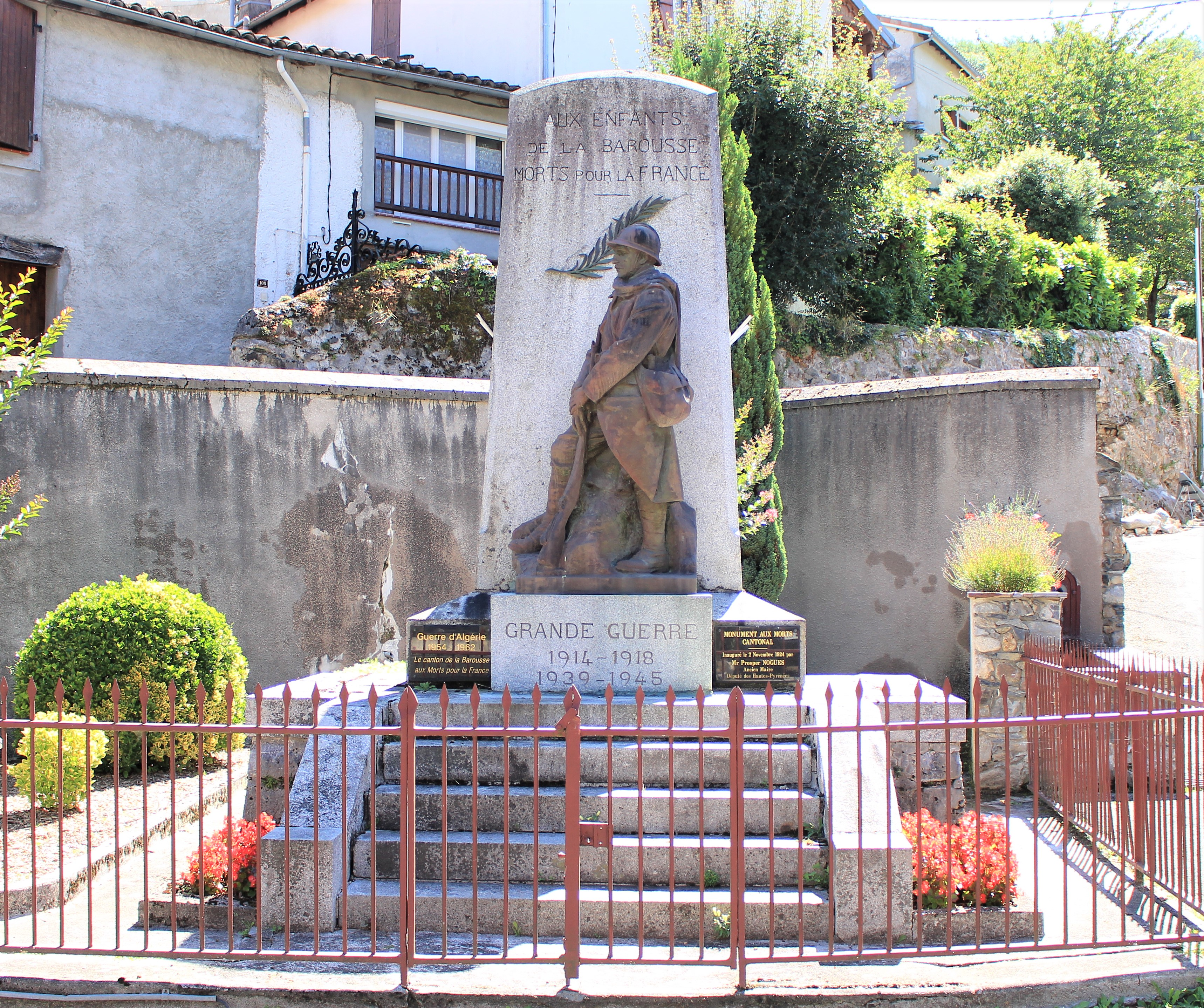
Le monument aux morts.

### Personnalités liées à la commune
- Gaston Manent (1884-1964), homme politique, est né à Mauléon-Barousse.

## Héraldique
| Blason de Mauléon-Barousse | Blason  | D'argent au lion de gueules. (D'Armagnac plein)                                                                                           |
| Blason de Mauléon-Barousse | Détails | Cette commune reprend à son compte les pleines armes d'Armagnac sans brisure. La validité légale de ces armes est donc sujette à caution. |